# Tuva Semmingsen
Tuva Semmingsen, född 13 januari 1975, är en norsk mezzosopran numera anställd på Köpenhamnsoperan. 

## Karriär
Sin utbildning fick Tuva Semmingsen på det norska Musikkonservatoriet och på Den Kongelige Danske Operas akademi i Köpenhamn. Hennes debut kom 1999 och då på Den Kongelige Danske Opera som Cherubino i Figaros bröllop av Mozart. Tuva Semmingsen tillhör den fasta ensemblen på den danska Operan.
För de flesta är hon säkert mest känd för att hennes röst finns med i soundtracket till filmen Antichrist av regissören Lars von Trier. Hon sjunger där "Lascia ch'io pianga" av GF Händel, ackompanjerad av Bjarte Eike & Barokksolistene. Med dem har hon även gett ut en CD som heter London Calling med bland annat Händelarior.
Operor hon sjungit i: Julius Cæsar (Sesto), Askungen (Angelina), Barberaren i Sevilla (Rosina) och Händels Partenope (Patria Rosmira). Internationellt har hon spelat bland annat Askungen (La Cerentola, Rossini) for Glyndebourne och på Operan i Stockholm som ersättare för Malena Ernman. Vidare har hon sjungit i Barberaren i Sevilla i Nancy, Reims och Oslo samt Julius Cæsar i Oslo.

## Diskografi (urval)
- 2002 – La Senna Festeggiante – Antonio Vivaldi. Med King's Consort, Choir of the King's Consort och Carolyn Sampson. (Hyperion)
- 2007 – Giulio Cesare - complete – Georg Friedrich Händel. Med Andreas Scholl, Inger Dam-Jensen och Christopher Robson. (Harmonia Mundi)
- 2009 – Partenope - complete – Georg Friedrich Händel. Med Andreas Scholl, Inger Dam-Jensen och Palle Knudsen. (Decca)
- 2010 – Ottone in Villa – Antonio Vivaldi. Med L'Arte dell' Arco, Maria Laura Martorana och Martina Bartoli. (Brilliant Classics)
- 2012 – London Calling – Georg Friedrich Händel / Arcangelo Corelli / Francesco Maria Veracini / Francesco Geminiani. Med Bjarte Eike och Barokksolistene. (BIS)